# Брокхауз, Бертрам
Бертрам Невилл Брокха́уз (англ. Bertram Neville Brockhouse; 15 июля 1918, Летбридж, Канада — 13 октября 2003, Гамильтон, Канада) — канадский физик, лауреат Нобелевской премии по физике в 1994 г. «за создание нейтронной спектроскопии» (совместно с Клиффордом Шаллом).

## Биография
Бертрам Брокхауз был вторым из четырёх детей в семье Израэля Бертрама и Мэйбл Эмили Брокхауз (ур. Невилл). В конце 1926 г. семья переехала в Ванкувер, где в 1935 г. Бертрам Брокхауз окончил школу им. Короля Георга. Вскоре после этого семья, по причине бедности во время депрессии, переехала в Чикаго, где Брокхауз работал ассистентом в лаборатории и занимался починкой радиоприёмников. Так как ситуация в семье после переезда в Чикаго не улучшилась, в 1938 г. последовал новый переезд обратно в Ванкувер. После начала второй мировой войны Брокхауз пошёл добровольцем на флот и служил там до окончания войны. На службе занимался в основном эксплуатацией оборудования ASDIC — предшественника сонаров.
После окончания войны он поступает в конце 1945 г. при помощи департамента поддержки ветеранов в Университет Британской Колумбии. Изучает физику и математику. В 1947 г. получил степень бакалавра в лаборатории низких температур. После этого он переводится в Торонтский университет и через 8 месяцев получил там степень магистра. После защиты диссертации в 1950 г. получил место в лаборатории Чок-Ривер — канадском учреждении по ядерной энергии. С 1960 г. возглавил там отделение нейтронной физики.
В 1962 г. Брокхауз стал профессором в университете Мак-Мастера в Канаде, где и оставался до пенсии в 1984 г.
В 1994 г. был удостоен, совместно с Клиффордом Шаллом, Нобелевской премии по физике. В 1982 г. присвоено звание офицера ордена Канады и в 1995 г. посвящён в компаньоны.
В октябре 2005 г. в рамках празднования 75-летия университета Мак-Мастера, Университетская авеню в городе Гамильтоне переименована в честь Брокхауза в Брокхауз-уэй.